# Dvanajst bogov Olimpa
V starogrški religiji in grški mitologiji so olimpska dvanajsterica glavna božanstva grškega panteona, kamor so običajno šteti Zevs, Hera, Pozejdon, Demetra, Atena, Apolon, Artemida, Ares, Afrodita, Hefajst, Hermes in Hestija ali Had. Pomemben pa je tudi Dioniz, ki pa ni vštet v glavno dvanajsterico. 

## Koncept
Olimpska dvanajsterica, znanih tudi kot dodekateon (grško: Δωδεκάθεον, δώδεκα,  dōdeka , "svanajst" in θεοί, theoi, "bogovi") , so bili glavna božanstva grškega panteona, ki so prebivali na vrhu mitske gore Olimp.  V vojni bogov, v kateri je Zevs s svojimi brati in sestrami premagal Titane, so si izborili premoč.
Koncept "dvanajstih bogov" je starejši od vseh ohranjenih grških ali rimskih virov.  Bogovi se v Homerjevih epih sestajajo na zborih, vendar je prva antična omemba verskih obredov olimpijcev v Homerjevi hvalnici Hermesa. Grški kult dvanajstih olimpijcev je znan vse od 6. stoletja pred našim štetjem v Atenah in verjetno ni bilo nič podobnega v mikenskem obdobju. Oltar dvanajstih bogov v Atenah je običajno umeščen v vladavino arhona Pezistrata mlajšega v 522/521 pr. n. št.
V antični grški religiji so "olimpski bogovi" in "kult dvanajstih bogov" pogosto različna pojma. 

## Člani
Število dvanajst je dokončno, bile pa so razlike, katera božanstva so mišljena. V umetnosti in poeziji so najpogosteje upodobljeni  Zevs, Hera, Pozejdon, Demetra, Atena, Apolon, Artemida, Ares, Afrodita, Hefajst, Hermes in Hestija ali Dioniz.
Obstaja še več sto drugih grških bogov, vendar so malokrat omenjeni. Najstarejša bogova sta Gaja in Uran. Gaja je boginja zemlje, Uran pa bog ozračja. Gaja in Uran sta starša vsem gigantom, titanom, poltitanom, bogovom in pošastim.
Had, znan v elevzinijah kot Pluton ("bogati"), običajno ni bil vključen med olimpijce, ker je njegovo bivališče podzemlje. Platon povezuje dvanajst olimpijcev z dvanajstimi meseci, kar pomeni, da je štel Plutona za enega od dvanajstih, zadnji mesec naj bi bil posvečen njemu in duhovom mrtvih.  Platon je v svojem delu Faidros izključil Hestijo s seznama dvanajstih bogov. 
Pri Olimpiji je bilo šest oltarjev, posvečenih šestim parom bogov: Zevs in Pozejdon, Hera in Atena, Hermes in Apolon, Harite in Dioniz, Artemida in Alfej in Kronos in Rea. Zgodovinar Herodot navaja, da je bil včasih med dvanajsterico vključen  Heraklej. Na Kosu sta dvanajsterici dodana Heraklej in Dioniz in ne Ares in Hefajst.  Za Pindarja, Bibliotheca in Herodorja Heraklej ni eden od dvanajst bogov, ampak tisti, ki je ustanovil njihov kult. Lukijan (2. stoletje) vključuje Herakleja in Asklepija v dvanajsterico, ne da bi pojasnil, katera dva sta jima morala odstopiti mesto.
Heba, Helij, Selena, Eos, Eros in Perzefona so še drugi pomembni bogovi in boginje, ki so včasih vključeni v skupino dvanajstih. Eros je pogosto upodobljen skupaj s preostalimi dvanajstimi, posebej njegova mati Afrodita, vendar običajno ni bila med dvanajstimi bogovi.
Rimski pesnik Enij primerja z rimskimi bogovi (Dii Consentes) kot šest moških in žensk , ohranja prostor Vesti (grški Hestiji), ki je igrala ključno vlogo v rimski religiji kot državna boginja, ki jo vzdržujejo Vestalke.

## Seznam

### Dvanajst olimpijcev
| Grško ime | Rimsko ime | Slika | Vloga in atributi |
| --------- | ---------- | ----- | --- |
| Zevs      | Jupiter    |       | Kralj bogov in vladar Olimpa; bog neba, strele, grmenja, prava, reda, pravičnosti. Najmlajši otrok Titanov Kronosa in Ree. Simboli so strela, orel, hrast, žezlo in tehtnica. Brat in mož Here, čeprav je imel številne ljubice in ljubimce. Bil je brat Pozejdona, Hada, Demetre, Hestije. |
| Hera      | Junona     |       | Kraljica bogov in boginja zakonske zveze in družine. Simboli so: pav, kukavica in krava. Najmlajša hči Kronosa in Ree. Žena in sestra Zevsa. Bila je boginja zakonske zveze in se pogosto poskušala maščevati Zevsovim ljubicam in njihovim otrokom. |
| Pozejdon  | Neptun     |       | Bog morja, potresov in velikih valov. Simboli so: konj, bik, delfin in trizob. Srednji sin Kronosa in Ree. Brat Zevsa in Hada. Poročen z Nereido Amfitrite, čeprav je, tako kot večina moških grških bogov, imel številne ljubice in ljubimce. |
| Demetra   | Cerera     |       | Boginja plodnosti, kmetijstva, narave in letnih časov. Simboli so: mak, pšenica, bakla, rog izobilja in prašič. Srednja hči Kronosa in Ree. |
| Atena     | Minerva    |       | Boginja modrosti, razuma, inteligence, literature, obrti in znanosti, obrambe in strateškega vojskovanja. Simbola sta: sova in oljka. Hči Zevsa in Okeanide Metis se je rodila z bojnim krikom in v popolni bojni opremi skočila iz očetove glave, potem ko je požrl njeno mater. |
| Apolon[A] | Apolon[A]  |       | Bog svetlobe, prerokbe, navdiha, poezije, glasbe in umetnosti, medicine in zdravljenja. Sin Zevsa in Leto. Simboli so: sonce, lira, labod in miš. Brat dvojček Artemide. |
| Artemida  | Diana      |       | Boginja lova, devištva, lokostrelstva, lune in vseh živali. Simboli so: luna, jelen, pes, medvedka, kača, cipresa, lok in puščica. Hči Zevsa in Leto in dvojčica Apolona. |
| Ares      | Mars       |       | Bog vojne, nasilja in prelivanja krvi. Simboli so: merjasec, kača, pes, jastreb, kopje in ščit. Sin Zevsa in Here, vsi drugi bogovi (razen Afrodite) so ga prezirali. Njegovo latinsko ime Mars nam je dal besedo martial (vojaški). |
| Afrodita  | Venera     |       | Boginja ljubezni, lepote in poželenja. Simboli so: golobica, ptica, jabolko, čebela, labod, mirta in vrtnica. Hči Zevsa in Okeanide Dione ali morda rojena iz morske pene, ko je Uranovo seme kapljalo v morje, potem ko je kastriral svojega najmlajšega sina; Kronos je nato očetove genitalije vrgel v morje. Poročena je bila s Hefajstom, čeprav je imela veliko zunajzakonskih afer, predvsem z Aresom. Njeno ime nam je dalo besedo "afrodiziak", medtem ko je njeno latinsko ime Venera dalo besedo "venereal" spolno prenosljiva bolezen. |
| Hefajst   | Vulkan     |       | Mojster kovač in obrtnik bogov; bog ognja in ponarejanja. Simboli so: ogenj, nakovalo, sekira, osel, kladivo, klešče in prepelica. Sin Here in Zevsa. Poročen je bil z Afrodito, čeprav v primerjavi z večino božanskih mož redko razuzdan. Njegovo latinsko ime Vulkan nam je dalo besedo "vulkan". |
| Hermes    | Merkur     |       | Glasnik bogov; bog trgovine, tatov, popotnikov, zgovornosti in ulic. Simboli so: zlata palica, imenovana kaducej, srebrni krilati sandali, krilata kapa, torba, štorklja in želva (katere lupino je uporabil za izum lire). Sin Zevsa in nimfe Maje. Je drugi najmlajši olimpijec, starejši samo od Dioniza. |
| Hestija   | Vesta      |       | Boginja domačega ognjišča in domačnosti in družine; rodila se je v prvi generaciji olimpijcev in je ena od prvotnih dvanajstih. Je prvi otrok Kronosa in Ree, najstarejša sestra Hada, Demetre, Pozejdona, Here in Zevsa. |
| Dioniz    | Bakh       |       | Bog vina, praznovanja in ekstaze. Patron boga umetnosti gledališča. Simboli so: trta, bršljan, čaša, tiger, panter, leopard, delfin, koza in storž. Sin Zevsa in smrtnice tebanske princese Semele. Poročen s kretsko princeso Ariadno. Najmlajši olimpski bog, pa tudi edini, ki ima umrljivo mamo. |

### Drugi olimpijci
Naslednji bogovi in boginje so včasih vključeni med dvanajst olimpijcev:
| Grško ime        | Rimsko ime          | Slika | Vloga in atributi |
| ---------------- | ------------------- | ----- | --- |
| Had (ali Pluton) | Ork (ali Dis Pater) |       | Bog podzemlja, mrtvih in bogastva pod zemljo. Rojen je bil v prvi generaciji olimpijcev, starejši brat Zevsa, Pozejdona, Here, Demetre in mlajši brat Hestije, a ker živi v podzemlju namesto na gori Olimp, po navadi ni med dvanajstimi olimpijci. |
| Heraklej         | Herkul              |       | Božanski junak, polbog, sin Zevsa in Alkmene, rejenec Amfitriona in pravnuk (in polbrat) Perzeja (Περσεύς). Bil je eden največjih grških junakov, vzor moškosti in zmagovalec olimpskega reda proti htonskim pošastim. |
| Perzefona        | Prozerpina          |       | Kraljica podzemlja in hči Demetre in Zevsa. Tudi boginja pomladi. Postala je žena Hada, boga podzemlja, ko jo je ugrabil. Demetra, obupana zaradi izginotja hčerke, je zanemarjala zemljo, tako ni nič zraslo. Sčasoma Zevs ukaže Hadu, da omogoči Perzefoni, da zapusti podzemlje in obišče mater. Had je to storil, a ker je Perzefona v podzemlju pojedla šest od dvanajstih semen granatnega jabolka, ko jo Had ugrabil prvič, je morala vsako leto preživeti šest mesecev v podzemlju. Zato je šest mesecev vse raslo in uspevalo, preostalih šest mesecev pa vse uvenelo in umrlo. Njeni simboli so granatno jabolko, vrba, slapovi, reke in izviri. |
| Asklepij         | Eskulap             |       | Bog medicine in zdravljenja. Zastopa zdravilni vidik medicinske umetnosti. Sin Apolona in Koronide. Njegove hčerke so Higieja ("zdravje") in Panakeja ("univerzalno zdravilo"), Jaso ("medicina"), Akeso ("zdravilna moč"), Agleja ("zdrava vročina"). |
| Eros             | Kupid               |       | Bog spolne ljubezni in lepote. Častili so ga kot božanstvo plodnosti, sin Afrodite in Aresa. Pogosto je bil upodobljen z liro ali lokom in puščico, spremljajo ga delfini, vrtnice in bakle. |
| Heba             | Juventas            |       | Je hči Zevsa in Here. Heba je boginja mladosti in božja točajka, ki je točila nektar in ambrozijo. Ker je ob nekem prazniku razlila nektar, jo je Zevs spodil. Poročila se je s Heraklejem. |
| Pan              | Favn (ali Silvanus) |       | Bog narave, divjine, pastirjev in jat, gora, lova, gozda in kmečke glasbe, pa tudi spremljevalec nimf. Svojemu ljubmicu, pastirju Dafnisu, in posledično človeštvu je podaril trstenke oziroma panovo piščal. Sin Hermesa in nimfe Driope, po nekaterih virih sin Zevsa in nimfe Kalisto. Koren besede "panika" prihaja od boga Pana in njegovega vojnega krika, ki je povzročil strah in paniko pri njegovih sovražnikih. |